# Milíkov (okres Cheb)
Milíkov (Duits: Miltigau) is een gemeente in de Tsjechische regio Karlsbad. De gemeente ligt op een hoogte van 462 meter. In relatie tot de grootte van de gemeente heeft het dorp een erg hoog voorzieningenniveau. In het dorp zijn een restaurant, een supermarkt en een postkantoor aanwezig. De dichtstbijzijnde school bevindt zich in het dorp Dolní Žandov, dat 8 kilometer verderop ligt. Daar is ook een treinstation.

Aš · 
Cheb · 
Dolní Žandov · 
Drmoul · 
Františkovy Lázně · 
Hazlov · 
Hranice · 
Krásná · 
Křižovatka · 
Lázně Kynžvart · 
Libá · 
Lipová · 
Luby · 
Mariënbad (Mariánské Lázně) · 
Milhostov · 
Milíkov · 
Mnichov · 
Nebanice · 
Nový Kostel · 
Odrava · 
Okrouhlá · 
Ovesné Kladruby · 
Plesná · 
Podhradí · 
Pomezí nad Ohří · 
Poustka · 
Prameny · 
Skalná · 
Stará Voda · 
Teplá · 
Trstěnice · 
Třebeň · 
Tři Sekery · 
Tuřany · 
Valy · 
Velká Hleďsebe · 
Velký Luh · 
Vlkovice · 
Vojtanov · 
Zádub-Závišín